# Johnathan Aparecido da Silva
Johnathan Aparecido da Silva, auch einfach nur Johnathan (* 29. März 1990 in Fernandópolis) ist ein brasilianischer ehemaliger Fußballspieler.

## Karriere
Johnathan erlernte das Fußballspielen in der Jugendmannschaft vom Goiás EC. Hier unterschrieb er 2009 auch seinen ersten Vertrag. Der Verein aus Goiânia, einer Stadt im Bundesstaat Goiás, spielte in der Campeonato Brasileiro de Futebol. Von August 2010 bis Juni 2011 wurde er an den französischen Verein AC Arles-Avignon ausgeliehen. Ebenfalls auf Leihbasis spielte er von Januar 2012 bis März 2012 beim brasilianischen Klub Goianésia EC in Goianésia. Nach Vertragsende in Goiânia unterschrieb er im Mai 2012 einen Vertrag beim Nerópolis EC. Von Nerópolis wurde er an die brasilianischen Vereine Central SC und CRA Catalano ausgeliehen. Von März 2014 bis Dezember 2015 wechselte er ebenfalls auf Leihbasis nach Südkorea. Hier spielte er für den Daegu FC. Das Fußballfranchise aus Daegu spielte in der zweiten Liga des Landes, der K League Challenge. Mit dem Verein wurde er 2015 Vizemeister. Für Daegu absolvierte er 68 Zweitligaspiele und schoss dabei vierzig Tore. Nach seiner Rückkehr nach Brasilien wurde er an Sport Recife nach Recife ausgeliehen. Mit dem Verein wurde er Zweiter der Staatsmeisterschaft von Pernambuco. Mitte 2016 ging er wieder nach Südkorea. Hier lieh ihn der Erstligist Suwon Samsung Bluewings, der in Suwon beheimatet ist, bis Mitte 2017 aus. Mit den Bluewings gewann er 2016 den Korean FA Cup. Das Hinspiel gewann Suwon gegen den FC Seoul mit 2:1. Hier erzielte er das Tor zur 1:0-Führung. Das Rückspiel verlor man mit 2:1. Hier schoss er ebenfalls das 1:0. Im Elfmeterschießen gewann man mit 10:9. Nach Vertragsende beim Nerópolis EC wurde er von Suwon Mitte 2017 für den Rest des Jahres fest verpflichtet. 2017 wurde er Torschützenkönig der K League 1 mit 22 Toren. Anfang 2018 verließ er Südkorea und wechselte nach China. Hier unterzeichnete er einen Vertrag bei Tianjin Teda. Die Ablösesumme betrug 3.7 Millionen Euro. Der Klub aus Tianjin spielte in der höchsten Liga des Landes, der Chinese Super League. Für Tianjin absolvierte er 40 Ligaspiele. Im April 2021 verpflichtete ihn der Zweitligist Chengdu Rongcheng FC. Der südkoreanische Erstligist Gwangju FC aus Gwangju lieh ihn von Juli 2021 bis Saisonende aus. Am Ende der Saison musste er mit Gwangju in die zweite Liga absteigen. Für das Franchise absolvierte er zwei Spiele. Nach der Ausleihe kehrte er im Dezember 2021 nach China zurück. 2022 bestritt er zwei Erstligaspiele für Überschrift. Anfang August 2022 beendete er seine Karriere als Fußballspieler.

## Erfolge
Daegu FC
- K League Challenge: 2015 (Vizemeister)

Suwon Samsung Bluewings
- Korean FA Cup: 2016

Sport Recife
- Staatsmeisterschaft von Pernambuco: 2016 (2. Platz)

## Auszeichnungen
- K League Challenge: Torschützenkönig 2015
- K League 1: Torschützenkönig 2017 (Suwon Samsung Bluewings, 22 Tore)